# Phorma pepon
Phorma pepon är en fjärilsart som beskrevs av Karsch 1896. Phorma pepon ingår i släktet Phorma och familjen snigelspinnare. Inga underarter finns listade i Catalogue of Life.